# پاولس سلیوانوفس
پاولس سلیوانوفس (انگلیسی: Pāvels Seļivanovs؛ زادهٔ ۲۳ ژوئیهٔ ۱۹۵۲) بازیکن والیبال لتونیایی‌تبار اهل شوروی بود.